# Cross 3: El ascenso de los villanos
Cross 3: El ascenso de los villanos (título original: Cross 3) es una película estadounidense de acción y ciencia ficción de 2019, dirigida por Paul G. Volk y Patrick Durham, escrita por este último, musicalizada por Sean Schafer Hennessy, en la fotografía estuvo Morgan Schmidt y el elenco está compuesto por Brian Austin Green, Lori Heuring, Patrick Durham y Tom Sizemore, entre otros. El filme fue producido por Morningstar Films, BondIt Media Capital y Buffalo 8 Productions; se estrenó el 12 de noviembre de 2019.

## Sinopsis
Callan, equipado con un explosivo y potente amuleto antiguo, junto a su equipo de especialistas en armas, protegerán a Los Ángeles de Drago y los villanos Muerte.